# Maija Perho
Maija Perho, född den 29 maj 1948 i Ypäjä är en finländsk politiker för Samlingspartiet.
Perho var ledamot i Finlands riksdag mellan 22 mars 1991 och 20 mars 2007 och landets social- och hälsominister mellan 15 april 1999 och 16 april 2003. Hon var partisekreterare för Samlingspartiet mellan 1995 och 1999.